# キングズ バウンティ ザ レジェンド
『キングズ バウンティ ザ レジェンド』（英語: King's Bounty: The Legend、ロシア語: King’s Bounty. Легенда о рыцаре）は、ロシアのKatauri Interactiveが開発し、1C Companyから発売されたコンピュータゲーム。ジャンルはストラテジーとRPGの複合ジャンルである（日本ではシミュレーションRPGとされている）。Microsoft Windows版は2008年、Mac OS X版は2012年に発売された。このゲームは、1990年にニューワールド・コンピューティングからリリースされた『キングス バウンティ』をベースに、当世風のインターフェイスおよびゲームプレイ要素を加えたものである。プレイヤーの役割は王直属の〈探索者〉である。やがてプレイヤーは王女を救い、世界の破滅を防ぐためのクエストに乗り出すことになる。
リリース後、ゲームは肯定的な評価を受け、同じエンジンを使用した続編が多数作られた。続編には、『キングズ バウンティ アーマード プリンセス』、King's Bounty: Crossworlds、King's Bounty: Warriors of the North、King's Bounty: Dark Side がある。2021年8月24日には、新しいエンジンを使用した続編『キングズ バウンティ2』がリリースされた。

## ゲームプレイ
『キングズ バウンティ ザ レジェンド』では、プレイヤーはエンドリアの世界でダリオンの王に仕える勇者となる。「騎士の神殿」でチュートリアルを兼ねた短い「卒業試験」を受けた後、プレイヤーは最小限の兵団を与えられ、それ以降は自由に世界を探索できるようになる。メインストーリーのクエストは王から与えられるが、他にも多数のサイドクエストがあり、大部分は任意の順序で挑戦することができる。
戦闘ではプレイヤーキャラクターが直接戦うことはできず、代わりに最大5部隊の兵団を雇って戦わせる。兵団の種類は現実的なもの（農民や射手など）からハイ・ファンタジー世界のクリーチャー（グリフォン、ビホルダー、エントなど）まで多岐にわたり、その規模も単体のユニットから数百体の軍勢にまでなり得る。兵団はゲーム内のさまざまな場所で雇用できる。各ユニットの最大数は勇者の「統率」のパラメーターによって決まる。戦闘では、兵団はプレイヤーキャラクターから魔法（呪文や巻物）、憤怒の精霊、パッシブボーナスによる支援を受ける。
戦闘中や特定の場所を訪問した際を除いてプレイヤーはアドベンチャーマップ上をリアルタイムで移動するが、いつでも一時停止することができる。マップ上には敵集団が出現し、近づくとプレイヤーに向かってくる。プレイヤーキャラクターが敵集団に接触すると戦闘が始まる。それを除けば、プレイヤーはゲーム内のさまざまな場所を自由に移動できる。その間は昼夜がゆっくりと繰り返され、ターン制の要素はない。プレイヤーキャラクターを財宝やその他のアイテムに誘導するとそれを拾うことができる。敵対的でないキャラクターにも同様の方法で接触して、買い物をしたりクエストを進めたりすることができる。
本作では3つの異なるクラス（ウォリアー、パラディン、メイジ）のいずれかを選択できる。各クラスはゲームにおける3つの技能ツリーの1つを専門としているが、他の領域の技能を習得することもできる。習得する技能を選択するにはルーンを使用する必要がある（ルーンは財宝として取得するかレベル上昇時に受け取る）。

### リソース管理
『キングズ バウンティ ザ レジェンド』のゲームプレイにおける課題の1つは、有限のリソースの管理である。主要なリソースには、ゴールド、兵団、魔法のクリスタルがある。プレイヤーが死亡する場合を除いて、戦闘での敗北は率いているすべての兵団を失うことを意味する。兵団を再雇用するには多額のゴールドを支払わなければならない。
敵や財宝はランダムに生成されるため、各地域には非常に強力な敵集団がいることがある。そのような敵を倒して地域を完全に掃討するには、たいていの場合プレイヤーは他の地域に移動し、たやすく入手できるゴールドや経験、ルーンを取得してキャラクターを強化してから、以前の地域に戻ってこなければならない。このことは、ゲームプレイがもっと直線的で、各地域はアクセス可能になった時点で問題なく攻略できると想定していた一部のプレイヤーやレビュアーを当惑させた。
概して、各クラスは異なる方法でリソースの問題に対処する。
- ウォリアーは、その戦闘能力により効果的に兵団を率いて戦闘し、損害を最小限に抑えることができる。憤怒の精霊の使用においても大きな自由度を持つ（損害が大きい場合は特に）。
- メイジは主に自身の魔力や呪文に頼っているので、率いる兵団の種類はそれほど重要ではない。メイジは魔法を直接使用することで、損害を最小限にし、ユニットを強化し、敵を粉砕することができる。
- パラディンは「精神」技能に優れており、より多くの統率、ゴールド、経験を得ることができる。また、敵の部隊から少数のユニットを雇用することもできる。そのため、パラディンは比較的リソースの制約を受けにくい。また、プリーストをアップグレードして、損害を減らすのに役立つインクイジターにすることもできる。

### 憤怒の精霊
憤怒の精霊は、古代の魔法使いによって「精霊の箱」に封じ込められた4体の強力なクリーチャーである。精霊たちは箱に束縛されているため、箱の持ち主に従わなければならない。主が命令すると、精霊は一時的に物質世界に実体化して敵を打ちのめす。精霊はゲーム開始時には使用できず、特定のメインクエストを達成した後に利用可能になる。また、精霊の力を借りるにはプレイヤーは精霊ごとに特別なクエストを達成しなければならない。これらのクエストの一部はストーリーが進行しないと挑戦できない。
ゲームメカニクスの観点から見ると、憤怒の精霊は実用上は自己進化する呪文である。各精霊は4つの異なる能力（呪文）を持っており、経験を積むにつれてより強力になったり使用コストが低下したりする。また、敵を倒すことで経験を得る。各精霊は個別に経験を得ていき、それぞれの能力は個別に強化される。
これらの能力を使用すると勇者の憤怒が低下する。憤怒は戦闘で敵を倒したり損害を受けたりすることで増加する。そのため、憤怒の精霊を何度も使用することは、多数の兵団が倒されるような困難な戦闘でのみ可能である。憤怒は時間とともにゆっくりと低下していくため、戦闘の合間に憤怒を長期的に維持することはできない。

### 結婚
プレイヤーキャラクターは結婚することができ、ゲーム中のさまざまな場所で結婚の機会がある。結婚すると、妻は常に勇者に同行する。妻は勇者のパラメーターや特定の種類のユニットにボーナスを与える。加えて、妻には装備やアーティファクトのための追加スロットが4つあり、勇者が同時に使用できるアイテムが増える。各スロットは武器、鎧、指輪、クロークなどに対応しており、スロットの種類は妻によって異なる。
最後に、勇者と妻は子供を持つことができる。子供は1人ごとに妻のスロットを1つ恒久的に占有するが、何らかのボーナスを与える。ボーナスは子供ごとにあらかじめ決まっているが、どの子供が生まれるかはランダムである。離婚した場合、妻は子供を連れ、一定割合のゴールドと身に着けていた装備やアーティファクトを持って去っていく。

## あらすじ
ゲームの主人公は王宮に仕官した勇者である。いくつかの試験に合格すると、勇者は王直属の〈探索者〉としてマルク王に推薦され、この時点から出世街道を歩み始める。最初に勇者は強盗団を追跡して税を回収し、簡単な配達任務をこなす。
予期せぬ出来事が起こるのは、精霊の箱と呼ばれる強力なアーティファクトを魔法使いから王に届けるよう命じられたときである。アーティファクトの運搬中、勇者はアーティファクトで自分自身を切り、精霊と結び付けられる。そのため箱を王に渡すことができなくなり、自身のために使用することになる。

## 開発とリリース

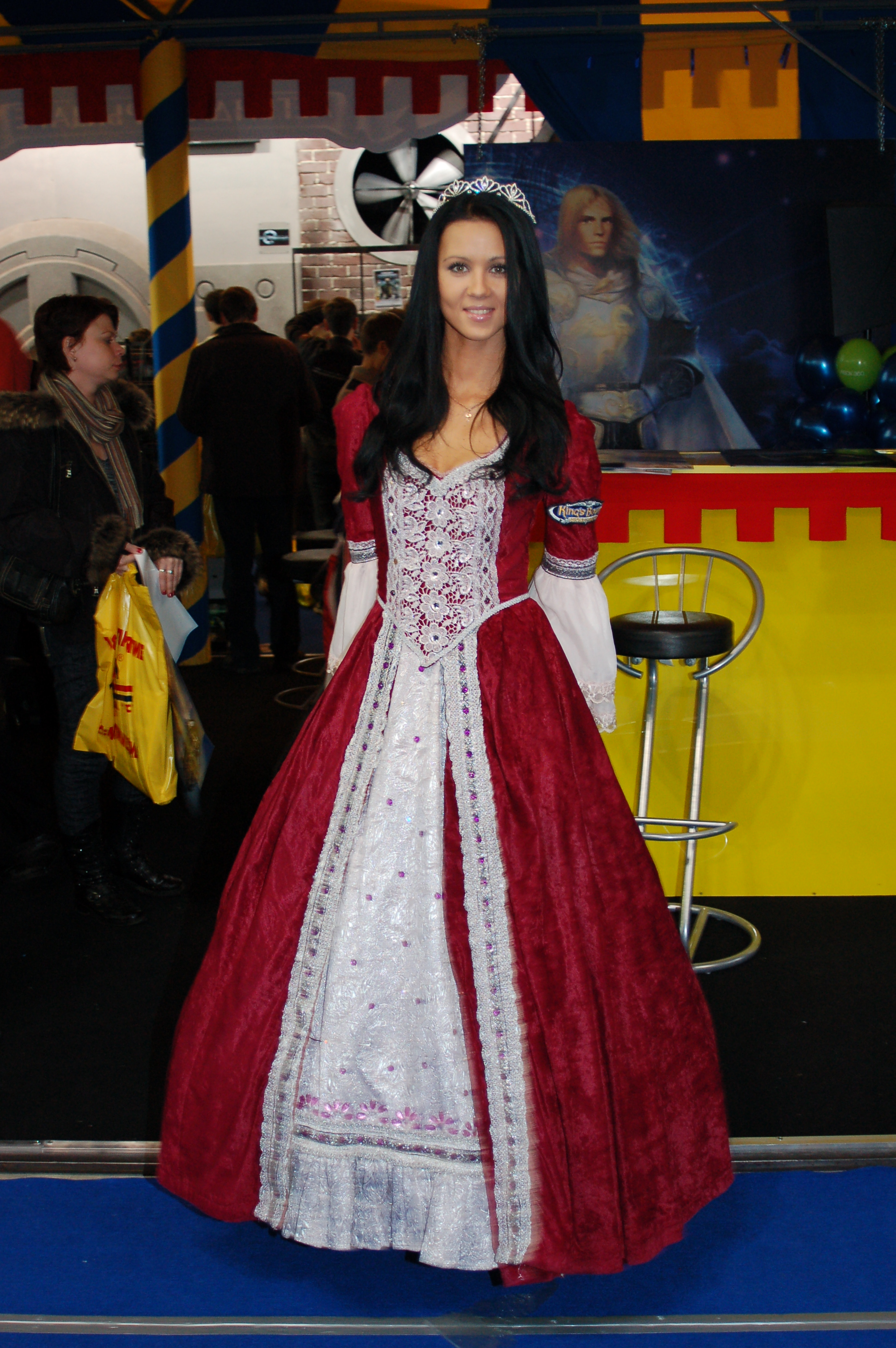
IgroMir 2007でのプロモーション

2007年、ロシアのゲームパブリッシャー1C Companyは『キングズ バウンティ』フランチャイズの財産権を取得し、カリーニングラードの小規模企業Katauri Interactiveが開発していたタイトルにこの名前を付けた。名前が変更される前のそのゲームの仮題は Battle Lord だった。
本作は、別のロシア企業であるSkyFallen Entertainmentからライセンスされたエンジンの修正版を使用している。このエンジンは、ダイナミックカラーライティング、リアルでダイナミックな影、スケルタルアニメーション、詳細なモデルとテクスチャ、ピクセルシェーダ2.0 & 3.0（多数のエフェクトに対応）、法線マッピングと視差マッピング、シェーダマテリアル、ブルーム、ブラー、パーティクルエフェクトなど、多数のグラフィック機能と技術をサポートしている。
本作では、ゲームのさまざまな部分に多様な音響効果や音楽が使用されている。音楽トラックは、モスクワの作曲家Mikhail KostylevとKatauriのパートナー企業TriHorn Productionsによって作曲された。作曲家たちの目標の1つは、ゲーム内のさまざまな場所ごとに異なる音楽を、その地域の住民の感覚に合うように制作することだった。
インタビューでKatauriが『キングズ バウンティ ザ レジェンド』を開発することになった経緯を尋ねられたとき、KatauriのリードデザイナーDmitri Gusarovは次のように答えている。「このゲームの開発は誰かに提案されたものではありません。私たち自身が作りたいプロジェクトのデザイン文書を書き、それをパブリッシャーである1C Companyに見せました。彼らは『キングズ バウンティ』の素晴らしい伝統に基づいたファンタジーアドベンチャーというアイデアを気に入ってくれました」
ポーランド版とロシア版のゲームでは、コピーガードとしてStarForceが使用されていた。ロシア版のコピーガードは、パッチ1.6.0のリリース時に除去された。米国版と英国版のゲームではSecuROMが使用された。

## 評価
IGNの『キングズ バウンティ ザ レジェンド』のレビューでは、戦闘システムを称賛し、その奥深さと、常に気を抜けない点に言及している。否定的な要素として強調されているのは、戦闘の難易度における明らかなバランスの欠如である。一部の敵は、他の敵が比較的弱い地域の中で、撃退するのが不可能と思えるほどの強敵である。しかし総合的には、本作は8.1/10のスコアを獲得し、レビューは「『キングズ バウンティ』にはいくつかの問題があるが、好ましい部分も多数ある」と結ばれている。GameSpyのレビューでは、ゲーム内で利用可能な兵団の多様性に注目し、それがロールプレイングのカスタマイズ要素と共にゲームに新鮮さを感じさせているとした。IGNのレビューと同様に、GameSpyのレビューでも困難な敵が予期しない地域に不自然に分布していることに言及している。さらに、アドベンチャーマップが密集しているため、重要な項目を見つけ出すのが困難になっていることを指摘した。それにもかかわらず、これらの問題の大半は重要ではないと見なし、本作に4.5/5のスコアを付け、「エディターズチョイス」の賞を与えた。Rock, Paper, Shotgunは『キングズ バウンティ』を2008年のベストPCゲームの1つとして繰り返し取り上げた。

## 続編
2008年11月に『キングズ バウンティ アーマード プリンセス』というタイトルの続編が発表された。『アーマード プリンセス』は、トカゲをベースにしたクリーチャー、『ザ レジェンド』のその後の物語、新しいプレイ可能な勇者、新しいボスを特色としている。ロシア版は2009年4月10日にリリースされた。その後、英語版が2009年11月20日にリリースされた。
2010年には『アーマード プリンセス』の拡張である King's Bounty: Crossworlds がリリースされた。これはプレイするために『キングズ バウンティ アーマード プリンセス』が必要である。これら3タイトル（ザ レジェンド、アーマード プリンセス、Crossworlds）をまとめた King's Bounty: Platinum Edition も2010年にリリースされた。2つ目の続編 King's Bounty: Warriors of the North は2012年にリリースされた。2012年にはこのシリーズをベースにしたカードゲームがリリースされた。このシリーズの最新作 King's Bounty: Dark Side は2014年8月にリリースされた。